# Tetraleurodes tuberculosa
Tetraleurodes tuberculosa là một loài côn trùng cánh nửa trong họ Aleyrodidae, phân họ Aleyrodinae.
Tetraleurodes tuberculosa được Nakahara miêu tả khoa học đầu tiên năm 1995.